# Tønde land
En tønde land var det areal, der kunne tilsås med en tønde sædekorn. Det var defineret som 13.824 kvadratalen, men blev i år 1688 afrundet til 14.000. Enheden blev afskaffet ved metersystemets indførelse i Danmark i 1907. En tønde land er nøjagtig 5.516,24 m², der er cirka 0,55 hektar.

## Opdeling
En tønde land blev opdelt i 8 skæpper land (à 36 x 48 alen) à 4 fjerdingkar à 3 album à 4 penning, der er 6 x 6 alen = 36 alen². Notationen er x-y-z-q, så 5-4-2-1 betyder 5 tønder, 4 skæpper, 2 fjerding(kar) og 1 album. Da der går 8 skæpper på en tønde og fire fjerdinger på en skæppe, ville vi sige 5 en halv tønde og en halv skæppe. Den sidste "1"-er er en album på 36 kvadratalen på lidt over 50 m² oveni, altså ubetydeligt i forhold til en kornmark.
En tønde land er således 8 x (36 x 48 alen) = 13.824 kvadratalen, men ses ofte afrundet til 14.000 kvadrat alen.
Fodboldbanen i Parken er 105 x 68 meter lig med 7.140 m². Med gammeldags omregning vil banen angives som 1-2-1-(2), det vil sige en tønde, to skæpper, en fjerding og to album, eller 2/3 fjerding.

### Tilsåning med en tønde korn
En tønde land skulle tilsås med én tønde korn. En tønde rummede cirka 139 liter korn (udsæd), og vejede 100 kilo. Det var i datidens enheder 144 potter korn, der skulle fordeles på 13.824 kvadratalen, hvilket vil sige at én potte skulle dække 96 kvadratalen. Det er én liter korn til knap 40 m². Ved at opdele tønden i mere håndterlige størrelser − og arealet tilsvarende − var det lettere at få kornet sået jævnt.
Man begyndte med at hælde kornet over i et skæppemål. 8 skæpper svarede til én tønde, så en skæppe kunne rumme cirka 17,5 liter korn. Det område, en skæppe skulle dække, var en ottendedel af en tønde land eller 36 x 48 alen (cirka 22 meter x 30 meter). Og lidt voldsomt at fordele jævnt pr. håndkraft, da de cirka 17,5 liter korn vejer cirka 12,5 kilo.
Derfor var det naturligt at opdele denne skæppe i fjerdingkar der er en fjerdedel af skæppen, lidt over 3 kilo og fylder knap 4,5 liter. Det er dog en mængde, der er til at bære − og til at fordele over en fjerdingkar land, hvilket er en rektangel på 36 x 12 alen, eller tre album, der var lig med tre gange 12 x 12 alen. En favn var tre alen, eller 1,88 meter, så hvert kvadrat var 4x4 favne. Man skulle altså bruge cirka halvanden liter korn til sådan et kvadrat hver led, svarende til cirka 60 m².
Hvis det skulle specificeres, bestod en album af fire kvadrater, 4 penning, hver på 2 x 2 favne, eller 6 x 6 alen. Eller cirka 3,6 x 3,6 meter, lig med et areal på knap 14,5 m². De 36 kvadratalen skulle tilsås med halvanden pægl korn.

## Ager og tønder sæde
En tønde land skal ikke forveksles med begrebet ager, der angiver den strimmel jord, hver bonde havde som sin del af bymarken i dyrkningsfællesskabets tid før Landboreformerne. Agrenes bredde svinger der i reglen mellem 15 og 30 alen, men der er mange smallere og enkelte bredere agre. En tønde sæde, også kaldet en tønde bygsæde, var 10.000 kvadratalen. En agers bredde er ofte anført som 7 favne (21 alen), så en ager på en tønde sæde ville være 476 alen eller cirka 159 favne.
En engelsk acre var ca. 20 x 200 m eller cirka 4.000 m². I alen ville det være noget i stil med: 30 x 300 alen, eller 10 favne i bredden og 100 favne i længden. Et rimeligt håndterligt mål for rebning og afskridtning. (En favn er 3 alen, eller cirka 1,88 meter svarende til to skridt).

## Hartkorn-relationen
Ved ligning af jordskatter brugtes enheden "tønde hartkorn". Det var en kombination af arealet og jordens bonitet (produktivitet). På en jord af gennemsnitlig bonitet skulle der tilsås cirka 4-5 tønder land for at man fik et udbytte stort nok til, at man skulle svare en tønde "hårdt korn" (i teorien brødkorn, men i praksis rug) i afgift til jordens ejer (Kirken, kongen eller herremanden). For hver tønde hartkorn i afgift skulle der svares 4 mark i skat til kongen. Sådan en tønde korn rummede cirka 140 liter (139,121 liter) og vejede cirka 100 kilo og har i år 2010 en værdi af 80-140 kroner.
En typisk bondegård havde et jordtilliggende på 3 til 11 tønder hartkorn, typisk omkring 5-8. I 1682 optalte man i Danmark mere end 58.000 bondegårde med hartkorn i over 5.000 landsbyer. En landsby havde fra tre til over 40 gårde med hartkorn. I gennemsnit havde en landsby 12 gårde, de fleste mellem 8-20 gårde, få landsbyer mere end 40 gårde. En typisk landsby på Fyn bestod af cirka 12-20 gårde, og var tilsammen vurderet til ca. 100-200 tønder hartkorn om året (se matriklen af 1688 og senere). For eksempel blev Gudme i 1684 takseret til 160 tønder hartkorn, og i 1844 til 194 tønder hartkorn. Der var 21-23 gårde.

## Prisen for landbrugsjord gennem tiden
Man værdisatte og købte bondegårde eller hele landsbyer efter opgørelsen af tønder hartkorn, som det bedste grundlag for hvad, gården kunne bære i afgift. De priser, der kom når almindelige bønder handlede, må antages at være lidt/noget højere, ligesom udlejningsejendomme har en lavere kvadratmeterpris end ejerboliger.

### VedAndelsbevægelsensbegyndelse
Der gives ingen statistiske oplysninger om, hvor store gårdmændenes indtægter var; men det siger en hel del, at salgspriserne for gårde steg fra et gennemsnit af omkring 4.500 kroner pr. tønde hartkorn, i 1860'erne − til et gennemsnit af 6.000-7.000 kroner pr. tønde hartkorn i 1870'erne. Hvis gården havde jord af "middel kvalitet", ville denne tønde hartkorn svare til 5-6 tønder land, derved var prisen for hver tønde land (arealenhed; cirka 5.500 m²) omkring 1.000 kroner i 1870'erne.

### Efter enevældens indførsel
Staten var tynget af gæld efter Karl Gustav-krigene, der nær havde udslettet landet. For at indfri pantsat gods besluttede man, at Kronen skulle sælge dele af det pantsatte gods, og sælge det til højstbydende, dvs. at ikke-adelige også kunne købe. Hvis panthaveren − der købte sit pant − ville købe ekstra krongods, skulle det ske til en fast pris, nemlig 50 rigsdaler pr. tønde hartkorn − eller cirka 8-10 rigsdaler pr tønde land (af middelgod jord). Denne pris må antages at have været fordelagtig for køber, da det var en ret som panthaveren fik, (for at motivere til at overtage pantet ved køb af endnu mere omkringliggende jord. Siden denne pris er den, som godsejere handler jorden til, må værdien for en selvejerbonde antages at være lidt højere.
Bemærk at en Rigsdaler er ikke det samme som en Rigsbankdaler. Efter statsbankerotten i 1813 blev pengesedler lydende på rigsdaler kurant ombyttet til rigsbankdaler i forholdet 6:1.